# Grande Prêmio dos Países Baixos de 2022
O Grande Prémio dos Países Baixos de 2022 (formalmente denominado Formula 1 Heineken Dutch Grand Prix 2022) foi a décima quinta etapa da temporada de 2022 da Fórmula 1. Foi disputado em 4 de setembro de 2022 no Circuito de Zandvoort, em Zandvoort, Países Baixos.

## Resumo

### Corrida
Max Verstappen largou na primeira posição no grid de largada após uma vitória apertada sobre Charles Leclerc na classificação. Ele deteve a liderança, seguido de perto por Leclerc e Carlos Sainz, da Ferrari.
A corrida de Carlos Sainz foi comprometida por um pit stop desastrosamente lento na volta 18. Seus mecânicos não estavam preparados com os pneus, e uma pistola de pneus mal posicionada atrapalhou ainda mais a parada, custando-lhe uma quantidade significativa de tempo e fazendo-o cair para a 11ª posição. Mais tarde, ele recebeu uma penalidade de cinco segundos por uma saída insegura durante a mesma parada.
A Mercedes provou ser um fator importante na corrida. Lewis Hamilton e George Russell largaram com pneus médios e fizeram um primeiro stint mais longo, o que os colocou na disputa pela liderança enquanto Verstappen e Leclerc fizeram seus primeiros pit stops. Eles pareciam potentes, com Hamilton até travando uma luta com Sergio Pérez pelo terceiro lugar.
Na volta 45, a AlphaTauri de Yuki Tsunoda parou com um problema nos pneus, ativando um safety car virtual (VSC). Isso permitiu que Verstappen parasse para trocar pneus, optando pelos duros com perda mínima de tempo, mantendo a liderança sobre a Mercedes.
Já na volta 55, o Alfa Romeo de Valtteri Bottas sofreu uma falha do motor, o que levou a bandeira amarela a ser acionada e a entrada do safety car na pista. Este foi o momento crucial da corrida.
Sob o safety car, Red Bull e Mercedes dividiram suas estratégias. Verstappen e Russell pararam nos boxes e colocaram os compostos macios, enquanto Hamilton, na liderança, permaneceu na pista com seus pneus médios usados. Na relargada, Verstappen, com a vantagem dos pneus macios novos, ultrapassou Hamilton com facilidade e seguiu para a vitória. Russell também ultrapassou seu companheiro de equipe e assumiu o segundo lugar.
Max Verstappen venceu o Grande Prêmio dos Países Baixos pela segunda vez consecutiva, conquistando sua 10ª vitória nessa temporada, 30ª na sua carreira. George Russell terminou em segundo e Charles Leclerc completou o pódio em terceiro. Lewis Hamilton terminou em quarto, tendo visto uma possível vitória escapar de suas mãos devido às decisões estratégicas.

## Resultados
Treino Classificatório
| Pos.                | No. | Driver           | Constructor           | Qualifying times | Qualifying times | Qualifying times | Final grid |
| Pos.                | No. | Driver           | Constructor           | Q1               | Q2               | Q3               | Final grid |
| ------------------- | --- | ---------------- | --------------------- | ---------------- | ---------------- | ---------------- | ---------- |
| 1                   | 1   | Max Verstappen   | Red Bull Racing-RBPT  | 1:11.317         | 1:10.927         | 1:10.342         | 1          |
| 2                   | 16  | Charles Leclerc  | Ferrari               | 1:11.443         | 1:10.988         | 1:10.363         | 2          |
| 3                   | 55  | Carlos Sainz Jr. | Ferrari               | 1:11.767         | 1:10.814         | 1:10.434         | 3          |
| 4                   | 44  | Lewis Hamilton   | Mercedes              | 1:11.311         | 1:11.075         | 1:10.648         | 4          |
| 5                   | 11  | Sergio Pérez     | Red Bull Racing-RBPT  | 1:11.641         | 1:11.314         | 1:11.077         | 5          |
| 6                   | 63  | George Russell   | Mercedes              | 1:11.561         | 1:10.824         | 1:11.147         | 6          |
| 7                   | 4   | Lando Norris     | McLaren-Mercedes      | 1:11.556         | 1:11.116         | 1:11.174         | 7          |
| 8                   | 47  | Mick Schumacher  | Haas-Ferrari          | 1:11.741         | 1:11.420         | 1:11.442         | 8          |
| 9                   | 22  | Yuki Tsunoda     | AlphaTauri-RBPT       | 1:11.427         | 1:11.428         | 1:12.556         | 9          |
| 10                  | 18  | Lance Stroll     | Aston Martin-Mercedes | 1:11.568         | 1:11.416         | N/A              | 10         |
| 11                  | 10  | Pierre Gasly     | AlphaTauri-RBPT       | 1:11.705         | 1:11.512         | N/A              | 11         |
| 12                  | 31  | Esteban Ocon     | Alpine-Renault        | 1:11.748         | 1:11.605         | N/A              | 12         |
| 13                  | 14  | Fernando Alonso  | Alpine-Renault        | 1:11.667         | 1:11.613         | N/A              | 13         |
| 14                  | 24  | Zhou Guanyu      | Alfa Romeo-Ferrari    | 1:11.826         | 1:11.704         | N/A              | 14         |
| 15                  | 23  | Alexander Albon  | Williams-Mercedes     | 1:11.695         | 1:11.802         | N/A              | 15         |
| 16                  | 77  | Valtteri Bottas  | Alfa Romeo-Ferrari    | 1:11.961         | N/A              | N/A              | 16         |
| 17                  | 3   | Daniel Ricciardo | McLaren-Mercedes      | 1:12.081         | N/A              | N/A              | 17         |
| 18                  | 20  | Kevin Magnussen  | Haas-Ferrari          | 1:12.319         | N/A              | N/A              | 18         |
| 19                  | 5   | Sebastian Vettel | Aston Martin-Mercedes | 1:12.391         | N/A              | N/A              | 19         |
| 20                  | 6   | Nicholas Latifi  | Williams-Mercedes     | 1:13.353         | N/A              | N/A              | 20         |
| 107% time: 1:16.309 |     |                  |                       |                  |                  |                  |            |
| Source:             |     |                  |                       |                  |                  |                  |            |

Corrida
| Pos.                                                                   | No. | Driver           | Constructor           | Laps | Time/Retired  | Grid | Points |
| ---------------------------------------------------------------------- | --- | ---------------- | --------------------- | ---- | ------------- | ---- | ------ |
| 1                                                                      | 1   | Max Verstappen   | Red Bull Racing-RBPT  | 72   | 1:36:42.773   | 1    | 261    |
| 2                                                                      | 63  | George Russell   | Mercedes              | 72   | +4.071        | 6    | 18     |
| 3                                                                      | 16  | Charles Leclerc  | Ferrari               | 72   | +10.929       | 2    | 15     |
| 4                                                                      | 44  | Lewis Hamilton   | Mercedes              | 72   | +13.016       | 4    | 12     |
| 5                                                                      | 11  | Sergio Pérez     | Red Bull Racing-RBPT  | 72   | +18.168       | 5    | 10     |
| 6                                                                      | 14  | Fernando Alonso  | Alpine-Renault        | 72   | +18.754       | 13   | 8      |
| 7                                                                      | 4   | Lando Norris     | McLaren-Mercedes      | 72   | +19.306       | 7    | 6      |
| 8                                                                      | 55  | Carlos Sainz Jr. | Ferrari               | 72   | +20.9162      | 3    | 4      |
| 9                                                                      | 31  | Esteban Ocon     | Alpine-Renault        | 72   | +21.117       | 12   | 2      |
| 10                                                                     | 18  | Lance Stroll     | Aston Martin-Mercedes | 72   | +22.459       | 10   | 1      |
| 11                                                                     | 10  | Pierre Gasly     | AlphaTauri-RBPT       | 72   | +27.009       | 11   |        |
| 12                                                                     | 23  | Alexander Albon  | Williams-Mercedes     | 72   | +30.390       | 15   |        |
| 13                                                                     | 47  | Mick Schumacher  | Haas-Ferrari          | 72   | +32.995       | 8    |        |
| 14                                                                     | 5   | Sebastian Vettel | Aston Martin-Mercedes | 72   | +36.0073      | 19   |        |
| 15                                                                     | 20  | Kevin Magnussen  | Haas-Ferrari          | 72   | +36.869       | 18   |        |
| 16                                                                     | 24  | Zhou Guanyu      | Alfa Romeo-Ferrari    | 72   | +37.320       | 14   |        |
| 17                                                                     | 3   | Daniel Ricciardo | McLaren-Mercedes      | 72   | +37.764       | 17   |        |
| 18                                                                     | 6   | Nicholas Latifi  | Williams-Mercedes     | 71   | +1 lap        | 20   |        |
| Ret                                                                    | 77  | Valtteri Bottas  | Alfa Romeo-Ferrari    | 55   | Motor         | 16   |        |
| Ret                                                                    | 22  | Yuki Tsunoda     | AlphaTauri-RBPT       | 47   | Roda traseira | 9    |        |
| Fastest lap: Max Verstappen (Red Bull Racing-RBPT) – 1:13.652 (lap 62) |     |                  |                       |      |               |      |        |
| Source:                                                                |     |                  |                       |      |               |      |        |

• ↑1  – Max Verstappen inclui um ponto pela volta mais rápida. 
• ↑2  – Carlos Sainz Jr. terminou em quinto na pista, mas recebeu uma penalidade de cinco segundos pela quase colisão com Fernando Alonso no Pit Lane e perdeu 3 posição. 
↑3  – Sebastian Vettel terminou em 13º na pista, mas recebeu uma penalidade de cinco segundos por ignorar as bandeiras azuis e perdeu uma posição. 

## Curiosidade
- 4º vitória consecutiva de Max Verstappen.

## Voltas na liderança
| Nº de Voltas | Piloto         | Voltas             |
| ------------ | -------------- | ------------------ |
| 56           | Max Verstappen | 1-18, 29-56, 61-72 |
| 12           | Lewis Hamilton | 19-28, 57-60       |

## 2022DHLFastest Pit Stop Award

### Resultado
| 1      | 11 | Sergio Pérez     | Red Bull Racing-RBPT  | 2.09 | 25 |
| 2      | 10 | Pierre Gasly     | AlphaTauri-RBPT       | 2.34 | 18 |
| 3      | 18 | Lance Stroll     | Aston Martin-Mercedes | 2.37 | 15 |
| 4      | 4  | Lando Norris     | McLaren-Mercedes      | 2.43 | 12 |
| 5      | 3  | Daniel Ricciardo | McLaren-Mercedes      | 2.44 | 10 |
| 6      | 16 | Charles Leclerc  | Ferrari               | 2.50 | 8  |
| 7      | 44 | Lewis Hamilton   | Mercedes              | 2.60 | 6  |
| 8      | 5  | Sebastian Vettel | Aston Martin-Mercedes | 2.61 | 4  |
| 9      | 22 | Yuki Tsunoda     | AlphaTauri-RBPT       | 2.64 | 2  |
| 10     | 23 | Alexander Albon  | Williams-Mercedes     | 2.75 | 1  |
| Fonte: |    |                  |                       |      |    |

### Classificação
| Tabela do DHL Fastest Pit Stop Award \| Pos \| Construtor \| Pontos \| \| --- \| --------------------- \| ------ \| \| 1 \| Red Bull Racing-RBPT \| 372 \| \| 2 \| McLaren-Mercedes \| 310 \| \| 3 \| Ferrari \| 178 \| \| 4 \| Alpine-Renault \| 148 \| \| 5 \| Aston Martin-Mercedes \| 135 \| \| 6 \| Williams-Mercedes \| 130 \| \| 7 \| AlphaTauri-RBPT \| 110 \| \| 8 \| Mercedes \| 77 \| \| 9 \| Alfa Romeo-Ferrari \| 23 \| \| 10 \| Haas-Ferrari \| 10 \| |                       |        |
| Pos | Construtor            | Pontos |
| 1 | Red Bull Racing-RBPT  | 372    |
| 2 | McLaren-Mercedes      | 310    |
| 3 | Ferrari               | 178    |
| 4 | Alpine-Renault        | 148    |
| 5 | Aston Martin-Mercedes | 135    |
| 6 | Williams-Mercedes     | 130    |
| 7 | AlphaTauri-RBPT       | 110    |
| 8 | Mercedes              | 77     |
| 9 | Alfa Romeo-Ferrari    | 23     |
| 10 | Haas-Ferrari          | 10     |

## Tabela do campeonato após a corrida
Somente as cinco primeiras posições estão incluídas nas tabelas.
| Pos | Piloto           | Pontos | Var     |  |
| --- | ---------------- | ------ | ------- |  |
| 1   | Max Verstappen   | 310    | Estável |  |
| 2   | Charles Leclerc  | 201    | 1       |  |
| 3   | Sergio Pérez     | 201    | 1       |  |
| 4   | George Russell   | 188    | 1       |  |
| 5   | Carlos Sainz Jr. | 175    | 1       |  |

| Pos | Construtor           | Pontos |         |
| --- | -------------------- | ------ | ------- |
| 1   | Red Bull Racing-RBPT | 511    | Estável |
| 2   | Ferrari              | 376    | Estável |
| 3   | Mercedes             | 346    | Estável |
| 4   | Alpine-Renault       | 125    | Estável |
| 5   | McLaren-Mercedes     | 101    | Estável |